# 미켈 오야르사발
미겔 오야르사발 우가르테(바스크어·스페인어: Mikel Oyarzabal Ugarte, 1997년 4월 21일~)는 스페인의 축구 선수로, 포지션은 윙어이다. 현재 레알 소시에다드와 스페인 축구 국가대표팀의 일원으로 활동하고 있다.
2016년부터 스페인 대표팀의 일원으로 활동하고 있으며 UEFA 유럽 축구 선수권 대회에 2회 참가하여 2024년 대회에서 우승을 차지했다. 또한 올림픽 대표팀의 일원으로 2020년 하계 올림픽에서 은메달을 획득했다.

## 구단 경력
스페인 바스크의 에이바르 출생으로 고향팀인 SD 에이바르에서 처음 축구를 시작해 2014년 레알 소시에다드 B팀에서 본격적인 프로 선수 생활을 시작한 이후 2015년 레알 소시에다드 1군팀에 전격 합류하여 현재까지 공식전 243경기 68골로 코파 델 레이 2019-20 우승, 라리가 2020-21 5위 등의 성적에 공헌했고 2019-20 시즌부터 레알 소시에다드의 부주장직을 역임하고 있다.

## 국가대표팀 경력
2015년부터 2021년까지 스페인 연령대별 대표팀에서 38경기 11골을 기록하며 2017년 UEFA 유러피언 U-21 챔피언십 준우승, 2019년 UEFA 유러피언 U-21 챔피언십 우승, 2020년 하계 올림픽 은메달 등에 기여했다.
그 후 2016년 5월 17일 보스니아 헤르체고비나와의 친선 경기에서 스페인 성인대표팀 소속으로 국제 A매치 데뷔전을 치렀고 2019년 6월 10일 스웨덴과의 UEFA 유로 2020 예선 F조 4차전에서 A매치 데뷔골을 신고했다.
그리고 2020-21년 UEFA 네이션스리그 A에서도 2골을 터뜨리며 팀의 4강 진출을 견인했고 코로나19 범유행으로 1년 연기된 UEFA 유로 2020 본선에서도 팀의 주축 미드필더로 활약하며 9년만의 유로 대회 4강 진출에 기여했다.
이후 2021년 UEFA 네이션스리그 결선 토너먼트에서도 2경기 1골을 기록하며 팀이 준우승을 차지하는 데 기여했다.

## 수상

### 구단
레알 소시에다드
- 코파 델 레이 : 우승 (2019-20)

### 국가대표팀
스페인 U-21
- UEFA U-21 축구 선수권 대회 : 우승 (2019), 준우승 (2017)

 스페인 U-23
- 하계 올림픽 : 은메달 (2020)

 스페인
- UEFA 유럽 축구 선수권 대회 : 우승 (2024), 4강 (2020)
- UEFA 네이션스리그 : 준우승 (2021)

### 개인
- 라리가 이달의 선수 : 2020년 12월